# Paracricotopus millrockensis
Paracricotopus millrockensis är en tvåvingeart som beskrevs av Caldwell 1985. Paracricotopus millrockensis ingår i släktet Paracricotopus och familjen fjädermyggor. Inga underarter finns listade i Catalogue of Life.